# Вайман, Наум Исаакович
Наум Исаакович Вайман (род. 5 марта 1947, Москва) — русский писатель, поэт и переводчик.
Окончил МЭИС по специальности «радиоинженер». В середине 1970-х посещал литературную студию «Луч» при Московском университете, руководимую Игорем Волгиным. В 1978 году репатриировался в Израиль.
Автор трёх сборников стихов: «Из осени в осень» (1979, Израиль), «Стихотворения» (1989, Израиль), «Левант» (1994, Москва, «Издательская квартира Андрея Белашкина»), романа «Ханаанские хроники» (2000, ИНАПРЕСС, СПб.), документального романа «Ямка, полная птичьих перьев» (2008, НЛО, Москва), романа «Щель обетованья» (2011, НЛО, Москва). Перевёл на русский роман израильского писателя Яакова Шабтая «Эпилог» (2003, Мосты Культуры).
Автор четырех книг о Мандельштаме: «Шатры страха» (в соавторстве с Матвеем Рувиным, Аграф, М. 2011), «Черное солнце Мандельштама» (Аграф, М. 2013), «Любовной лирики я никогда не знал» (Аграф, М. 2015), «Преображения Мандельштама» (СПб.: Алетейя, 2020). В 2017 году вышел в изд. Аграф итоговый сборник стихов «Рассыпанная речь». Автор многочисленных статей в российских («Вопросы литературы», «Текст и традиция», «НЛО», «Арион», «Критическая масса», «Русский журнал», «Кольта», «Собственный корреспондент», «Сноб») и израильских русскоязычных изданиях («Зеркало», «Солнечное сплетение», «22», Вести", Новости недели"), бумажных и сетевых, на разнообразные темы: политика, история, литературоведение, рецензии и кинообзоры. Ряд рассказов и статей опубликованы на иврите в израильских журналах, газетах и сетевых изданиях на иврите («Кешет», «Гаг», «Натив», «Макор ришон», "Мида). Участник ряда прозаических и поэтических антологий, в том числе антологии «Освобождённый Улисс» (2004, Москва). Проживает в городе Холон.